# Perdix
Perdix is een geslacht van vogels uit de familie fazantachtigen (Phasianidae).

## Soorten
Het geslacht kent de volgende soorten:
- Perdix dauurica – Baardpatrijs
- Perdix hodgsoniae – Tibetaanse patrijs
- Perdix perdix – Patrijs